# Александровка (Ухоловский район)
Александровка — село в России, расположено в Ухоловском районе Рязанской области. Входит в состав Калининского сельского поселения.

## Географическое положение
Село Александровка расположено на трассе Р125, на участке  Сапожок - Ухолово примерно посередине между этими районными центрами. Ближайшие населённые пункты — посёлок Учебного хозяйства СПТУ № 1 к северу, деревня Курбатовка к востоку,  село Зорино к югу и деревня Курган к западу.

## История
Село впервые упоминается в XVIII веке. В 1905 году село относилось к Дегтяно-Борковской волости Сапожковского уезда и имело 133 двора при численности населения 950 чел .
До первой половины XX века носило название Дегтяной выселок.
C 1929 по 1995 г. было административным центром Александровского сельского совета, а с 1995 по 2004 г. Александровского сельского округа.

## Население
| 1859 | 1897 | 1906 | 2010 |
| ---- | ---- | ---- | ---- |
| 704  | ↗922 | ↗950 | ↘292 |

## Улицы
Уличная сеть села состоит из улицы Центральной и двух переулков (пер. Молодёжный и пер. Школьный).

## Транспорт и связь
По проходящей через село автомобильной дороге Сапожок - Ухолово имеется регулярное автобусное сообщение.
В селе имеется одноимённое сельское отделение почтовой связи (индекс 391924).

## Образование
В селе была основная общеобразовательная школа, есть детский сад.

## Религия

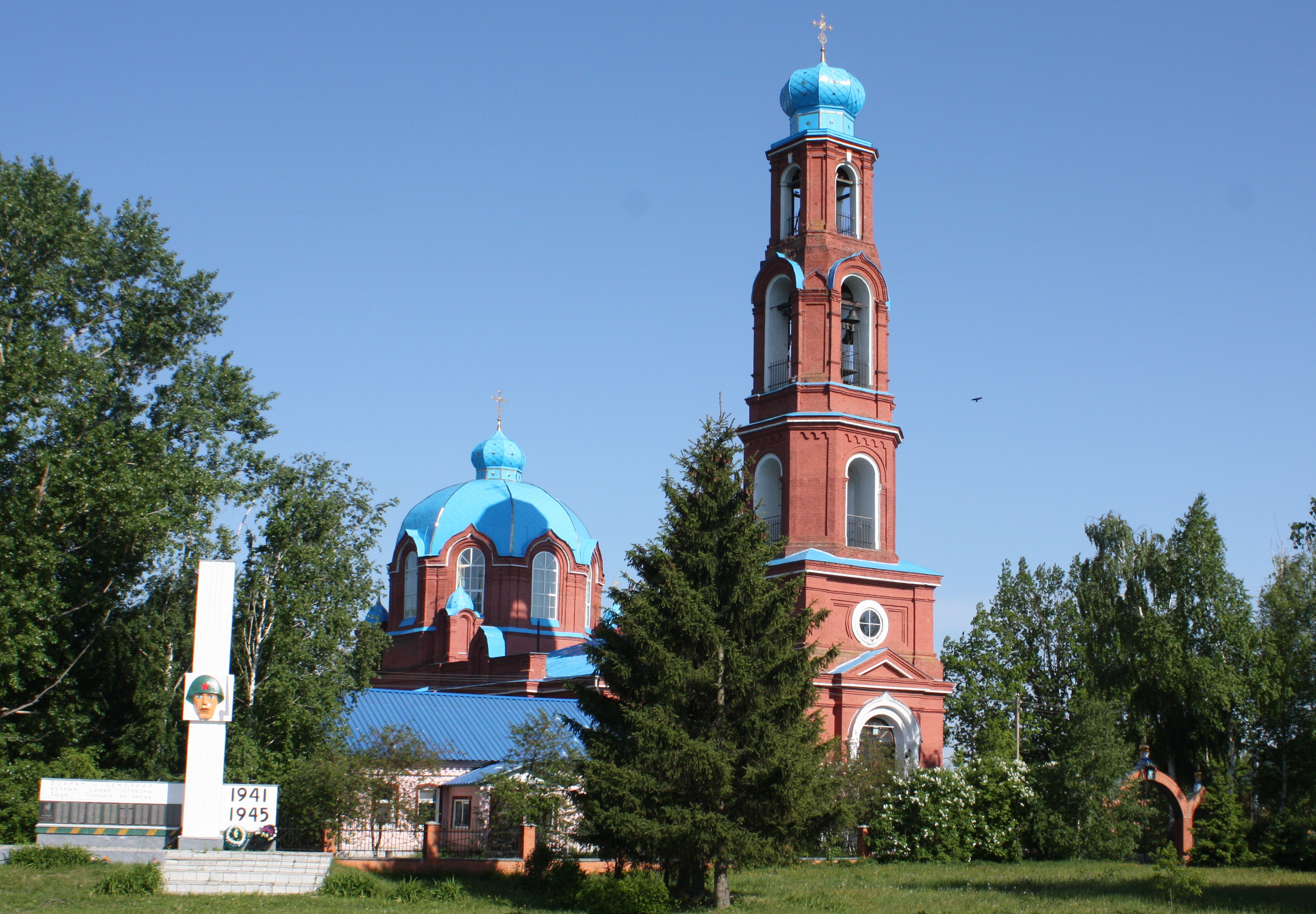
Церковь иконы Казанской Божьей Матери

В селе есть действующая церковь Казанской иконы Божией Матери. Приход относится к Ухоловскому благочинию Скопинской епархии.
Первая деревянная  церковь Казанской иконы Божией Матери в селе Александровка построена в 1868 г. на средства прихожан . Существующее ныне каменное здание Казанской церкви в селе Александровка построено в 1913 году.

## Известные люди
Овчинников, Анатолий Павлович (1956 - 2003), прозаик, публицист. Член Союза журналистов СССР. Член Союза писателей СССР с 1989 года, ответственный секретарь Рязанской писательской организации с 1990 года. При его активном участии в 1989 году была создана газета рязанских писателей «Рязанское узорочье», стал её редактором, а позднее возглавил издательство «Узорочье».
Песочкин, Михаил Александрович (1897 - 1944), генерал-майор, командир 225 стрелковой дивизии. Награждён двумя орденами Ленина, четырьмя - Красного Знамени, орденом Отечественной войны первой степени и медалями. Умер от тяжелых ран в Львовском госпитале, захоронен на холме Славы г. Львова.